# Artur Ivens Ferraz
Artur Ivens Ferraz [ɐɾˈtuɾ ˈaivɐns fɯˈʁaʃ] (* 1. Dezember 1870 in Lissabon; † 16. Januar 1933 ebenda) war ein portugiesischer General, Politiker und Ministerpräsident.

## Militärische Laufbahn
Der Neffe des Afrikaforschers Roberto Ivens war nach dem Besuch der Polytechnischen Schule Absolvent der Kadettenschule, wo er zunächst zum Offizier der Artillerie ausgebildet wurde. 1904 war er während eines Manövers mit der britischen Armee Kommandeur des portugiesischen Kontingents. Nach dem Besuch der Generalstabsakademie wurde er später Professor an der Kadettenschule.
Während des Ersten Weltkrieges war er in Frankreich Kommandeur der Truppen des Expeditionskorps, die die britischen Streitkräfte unterstützten. Zwischen 1919 und 1922 war er Militärattaché an der Botschaft in London. In dieser Funktion war er auch Repräsentant bei der Abrüstungskonferenzen des Völkerbundes. 1922 wurde er Kabinettschef des Hohen Kommissars in Mosambik. Von Mai bis November 1926 war er schließlich als General selbst amtierender Gouverneur von Mosambik. Von 1927 bis 1928 war er Kommandant der Zentralen Offiziersschule.

## Militärdiktatur (1926 bis 1932)
Nach seiner Rückkehr aus Mosambik wurde er am 26. August 1927 zunächst Minister für Handel und Kommunikation im Kabinett von António Oscar de Fragoso Carmona. Anschließend wurde er am 5. Januar 1928 Kolonialminister. Am 16. Februar 1928 erfolgte seine Ernennung zum Finanzminister.
Während der Militärdiktatur wurde er schließlich selbst am 8. Juli 1929 als Nachfolger von José Vicente de Freitas Vorsitzender des Ministeriums (Presidente do Ministério) Ministerpräsident. In dieser Funktion übernahm er zeitweise auch die Ministerien für Erziehung (November bis Dezember 1929), Auswärtiges (1929), Innere Verwaltung (8. Juli 1929 bis 21. Januar 1930), Kolonien und Finanzen. Das Amt des Ministerpräsidenten übte er bis zu seiner Ablösung durch Domingos da Costa e Oliveira am 21. Januar 1930 aus.
Anschließend wurde er Generaladministrator der Armee sowie Präsident der Liga der Frontkämpfer. General Ivens Ferraz war schließlich von 1931 bis zu seinem Tode Chef des Generalstabes. In dieser Funktion gab er auch die Militärzeitungen Revista de Artilharia und Revista Militar heraus.
Während seiner militärischen und politischen Laufbahn wurde er mit zahlreichen in- und ausländischen Orden ausgezeichnet. Seine Memoiren A ascensão de Salazar: Memórias de seis meses de governo do general Ivens Ferraz erschienen erst 1988 posthum.